# Comics & Cola
Comics & Cola (укр. Комікси та кола) — вебсайт, який зосереджується на контенті на основі коміксів. Контент, що міститься на сайті, являє собою: огляди, новини та інтерв'ю. Власницею та авторкою сайту є Зейнаб Ахтар. Вебсайт був номінований на Премію Вілла Ейзнера в галузі коміксів у 2014 році.

## Історія
Сайт Comics & Cola створений журналісткою, на ім'я Зейнаб Ахтар у 2011 році та зосереджений на коміксах, що видаються «малою пресою» (комікси, що видаються незалежно, самостійно). Вебсайт примітний тим, що є одним з небагатьох англомовних сайтів, де регулярно висвітлюються міжнародні комікси.
Згодом Ахтар також писала для The Beat, Forbidden Planet та The Comics Journal, тепер пише виключно для Comics & Cola. В інтерв’ю The Comics Reporter вона сказала: «Важливо мати можливість володіти своєю роботою, і це не корисно для амбіцій, якщо люди навіть не знають, що ви її написали».
У 2013 році сайт був перезапущений з новим макетом і зображенням заголовка, створеним Ісааком Ленкевичем. Було додано нові регулярні функції, зокрема «Comics Shelfie» (укр. «Поличка з коміксами»), у якій творці коміксів діляться фотографіями своїх особистих колекцій коміксів. Серед авторів були Джо Кітіндж, Кейт Браун та Джо Десі.

## Нагороди
- 2014: Премія Ейзнера, номінація «Найкраще періодичне видання/Часопис»[7].